# Worstelmasker

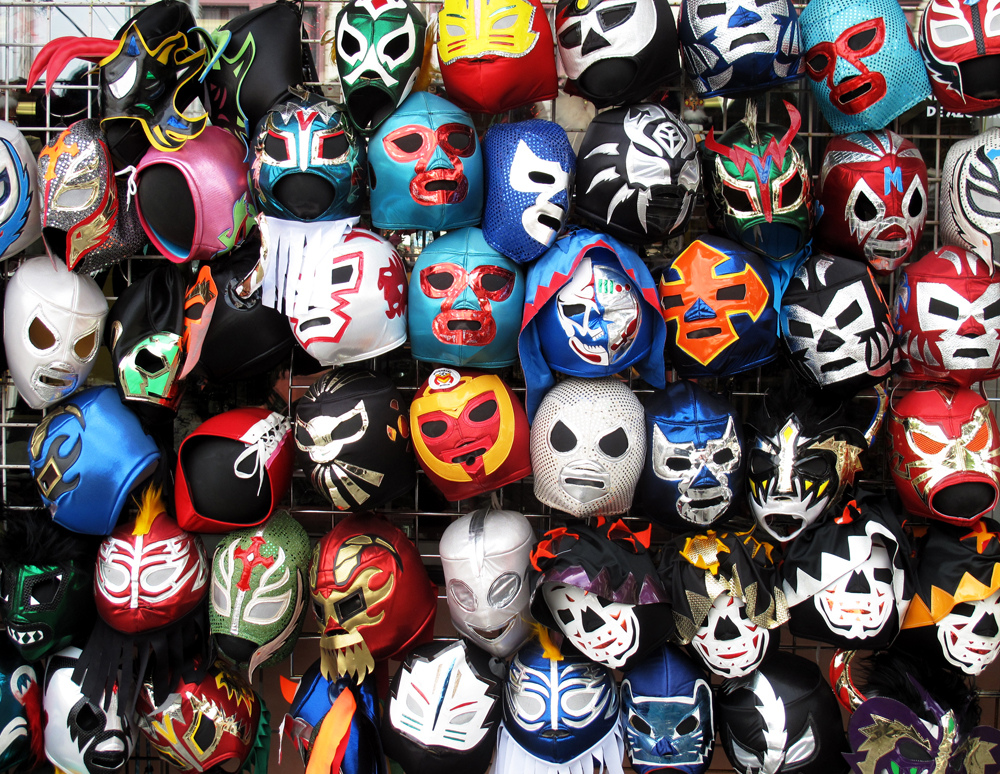
Een selectie van worstelmaskers

Een worstelmasker is een gefabriceerde masker dat sommige professionele worstelaars dragen als deel van hun in ring personage of gimmicks. In 1915 droegen professionele worstelaars voor het eerst een masker en is op dit moment op grote schaal gebruikt, vooral in de Lucha libre in Mexico.